# Nacionalno prvenstvo ZDA 1926
Nacionalno prvenstvo ZDA 1926 v tenisu.

## Moški posamično
René Lacoste :  Jean Borotra  6-4 6-0 6-4

## Ženske posamično
Molla Bjurstedt Mallory :  Elizabeth Ryan  4-6, 6-4, 9-7

## Moške dvojice
Richard Norris Williams /  Vincent Richards :  Bill Tilden /  Alfred Chapin 6–4, 6–8, 11–9, 6–3

## Ženske dvojice
Elizabeth Ryan /  Eleanor Goss :  Mary K. Browne /  Charlotte Chapin 3–6, 6–4, 12–10

## Mešane dvojice
Elizabeth Ryan /  Jean Borotra :  Hazel Hotchkiss Wightman /  René Lacoste 6–4, 7–5